# Августа Ганау-Горжовицская
Августа Мария Гертруда Ганау-Горжовицская, графиня Шаумбургская (нем. Augusta Marie Gertrude von Hanau-Hořovice; 21 сентября 1829, Нидердорфельден — 18 сентября 1887, Галле) — немецкая аристократка, морганатический потомок Гессенского дома. В замужестве принцесса Изенбург-Бюдинген-Вехтерсбахская.

## Биография
Августа родилась 21 сентября 1829 года. Она родилась как незаконнорожденная дочь наследного принца Гессена Фридриха Вильгельма и Гертруды Фалькенштейн. Её мать тогда была замужем за лейтенантом Карлом Михаэлем Леманном (1787—1882), поэтому она сначала носила фамилию Леманн.
Однако в 1831 году Гертруда развелась с мужем, ради брака с наследником престола, который был заключен 26 июня 1831 года. Только после развода, Карл Михаэль Леманн отказался от своих прав отцовства. Из-за происхождения своей матери, а также из-за статуса внебрачной дочери, не могла носить титул принцессы Гессенской.
Августа Мария Гертруда была возведена своим биологическим отцом в графини Шаумбург, а затем получила титул принцессы Ганау-Горжовицской.
17 июля 1849 года она вышла замуж за графа Фердинанда Максимилиана Изенбург-Бюдинген-Вехтерсбахского (1824—1903). После свадьбы выяснилось, что он страдал некоторым психическим расстройством. В 1853 году Кассельская газета назвала Августу «Ваше Высочество» вместо «Её светлость». Из-за этого её супруг напал на Людвига Гассенпфлюга и нанес ему телесные повреждения тростью. Он был временно госпитализирован. В 1865 году курфюрст возвёл её супруга в княжеский титул, и теперь он именовал себя Фердинандом-Максимилианом I.
У Августы были очень тёплые и близкие отношения с отцом. Когда В 1866 году, когда её отец во-время Австро-прусской войны попал в плен в Штеттине, она навестила его.
Она умерла в Галле, 18 сентября 1887 года. Она туда сопровождала мужа, которому предстояла операция.

## Дети
В браке с Фердинандом Максимилианом родилось четверо детей:
- Фридрих Вильгельм Изенбург-Бюдинген-Вехтерсбахский (17 июня 1850 — 20 апреля 1933), 16 сентября 1879 женился на графине Анне Добженской (1852—1913). Супруги имели 6 детей.
- Гертруда Филиппина Александра Изенбург-Бюдинген-Вехтерсбахская (28 декабря 1855 — 24 октября 1932), была дважды замужем. Имела 6 детей от второго брака.
- Герта Августа Изенбург-Бюдинген-Вехтерсбахская (18 января 1863 — 27 ноября 1945), 11 апреля 1885 года вышла замуж Вильгельма Саксен-Веймар-Эйзенахского (1853—1924). У них родилось 3 детей.
- Максимилиан Изенбург-Бюдинген-Вехтерсбахский (21 июня 1867 — 18 марта 1904), женат не был. Детей не имел.